# モッタ・サンタナスタージア
モッタ・サンタナスタージア（イタリア語: Motta Sant'Anastasia）は、イタリア共和国シチリア州カターニア県にある、人口約12,000人の基礎自治体（コムーネ）。

## 地理

### 位置・広がり

#### 隣接コムーネ
隣接するコムーネは以下の通り。
- ベルパッソ
- カンポロトンド・エトネーオ
- カターニア
- ミステルビアンコ

## 人物

### 著名な出身者
- ジュゼッペ・ディ・ステファーノ - 1940年代から1970年代前半にかけて活躍したテノール歌手